# Khariszok

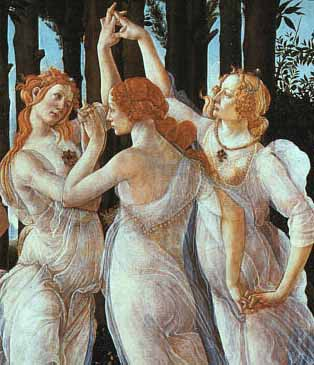
Sandro Botticelli: Tavasz (1482 körül, részlet), Uffizi

A khariszok (görögül: Χάριτες, Rómában Gratiae) a görög–római mitológiában a báj, a kellem, a jóság, a kreativitás, a termékenység istennői, akik a természet harmóniáját testesítették meg. Hárman voltak: a legfiatalabb Aglaia a Ragyogó, Euphroszüné az Öröm és a legidősebb Thaleia a Virágzó. A római korban gráciák néven szintén a kegyesség és szépség istennői voltak.
A khariszokat leggyakrabban Zeusz és Eurünomé lányaiként említik, de néhol megjelennek mint Dionüszosz és Aphrodité, vagy mint Héliosz és a naiasz Aegle gyermekei. Ők a föld termőképességének védelmezői, az emberek jótevői – kicsíráztatnak mindent, ami szemet–lelket gyönyörködtet, az ifjúságnak ők adnak testi–lelki szépséget. Ezért ők a szerelem védői, a kegyesség, a hála pártfogói, a múzsák mellett ők a költészet, zene és tánc patrónái és egyben a művészet nagy mesterei is. A khariszokat, mint az öröm megtestesítőit néhol az erinnüszök, a harag istennőinek ellentétpárjaiként is értelmezik. Aphrodité, Apollón és Dionüszosz kísérői; alakjuk olykor a hórákéval olvad egybe.
A korai görög mítoszok komoly, méltóságteljes istennőként mutatják be őket. A késő hellenizmus idején – főként a költői hatásra – a khariszokról alkotott kép megváltozott, veszített komolyságából és alakjaikkal a vidámság és játékosság párosult. Homérosz szavai szerint, mint vidám leányok Aphroditét, a szerelem istenasszonyát kísérik. A tiszteletükre rendezett Khariszia ünnepek misztikus éjszakai szertartásaira az emberek mezei virágokból készítettek áldozati csokrokat, énekkel és tánccal hódoltak nekik.
A Delphoi közelében eredő Kephizosz (Cephissus) folyó a khariszok szent helye.

## Területi eltérések

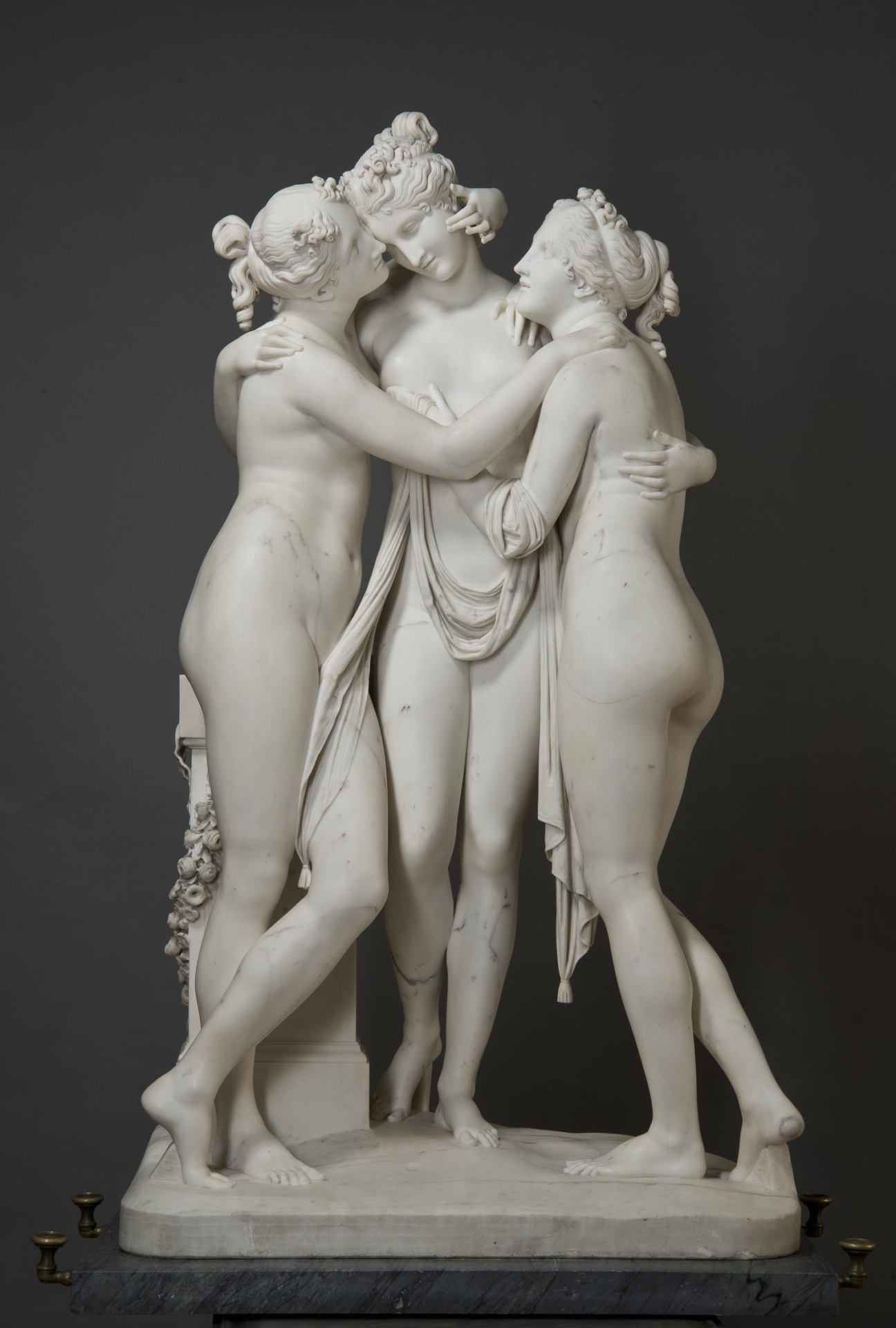
Antonio Canova: Három Grácia (1813 és 1816 között), Ermitázs

A gráciák az általános és legelterjedtebb felfogás szerint hárman voltak. A mondavilágban mégis találunk eltéréseket. Pauszaniasz a Görögország leírása 9. könyvében (Boiótia) gyűjtötte össze a khariszok kultuszairól szóló történeteket, kiegészítve velük a gráciák Görögország központi részén és Ióniában meghonosodott mítoszait.

„Tiszteletöknek fészke a boeotiai Orchomenus, a hol azt még a Minyaiak uralma előtt egy Eteocles nevű király honosította meg. Ott állottak legrégibb bálványképeik: három faragatlan durva kő, mely állítólag az égből hullott alá… Innen származott el tiszteletök a Helicon mellékére és Görögországnak több más tájékára, bárha számuk nem állandó. Spartában például csak két Charist tiszteltek: Cletát és Phaënnát (a hang és ragyogás), Athenaeben is csak annyit. Auxót (növesztő) és Hegemonét (vezető). Itt, úgy látszik, az időjárás istennői gyanánt szerepelnek, hasonlóan a Horákhoz, a kikkel egyébként is szoros kapcsolatban vannak.”

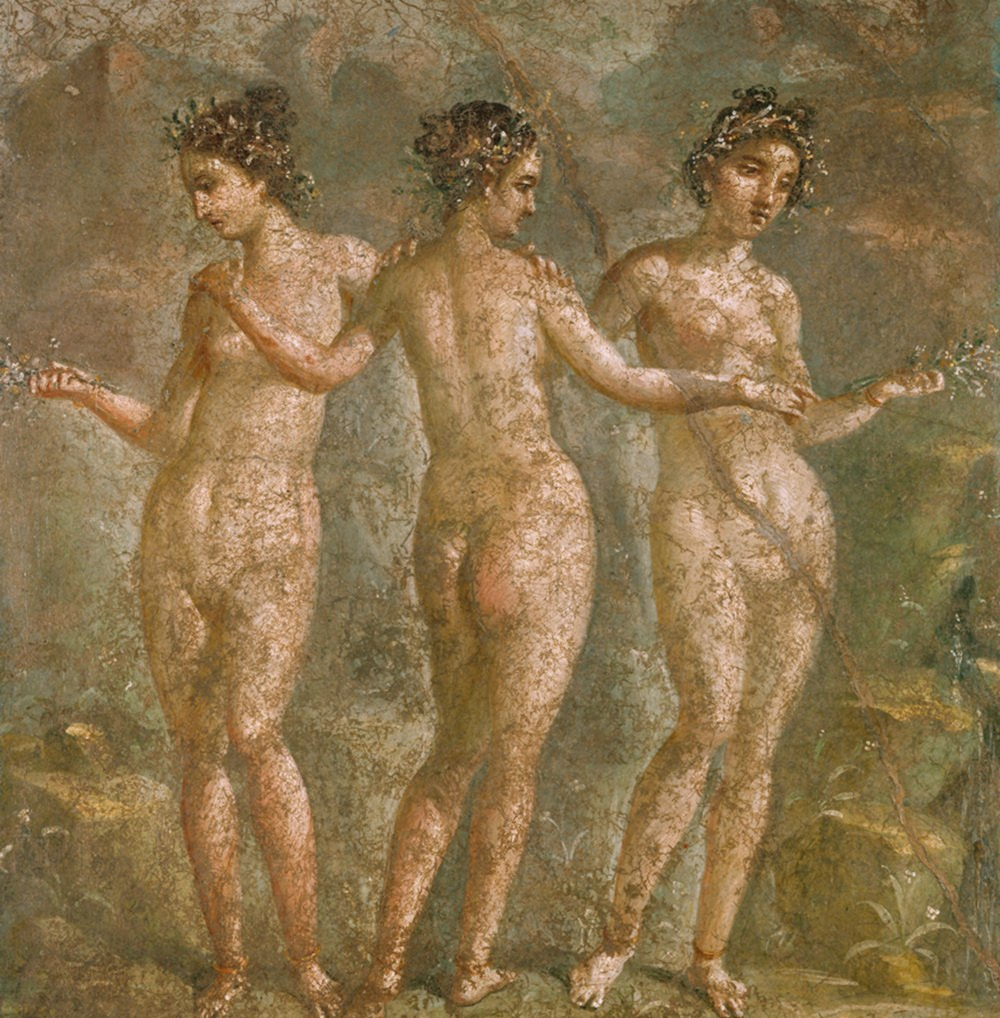
A Gráciák, 1 századi freskó, Pompeii

Pamphosz volt az első aki himnuszokat zengett róluk, de költeményeiben nem dalol arról, hogy hányan voltak, vagy hogyan nevezték a Khariszokat. Homérosznál (aki szintén szól a gráciákról) egyikük Héphaisztosz felesége, neve Kharisz. Másutt azt meséli, hogy az Álom szerelmese Paszithea, a legifjabb grácia”. Hüpnosz, az álom istene így versel a lányt neki ígérő Hérának.
„… megörült Álom, s így adta a választ:

»Rajta tehát, esküdj meg a Sztüx iszonyú folyamára,

érintsd meg fél kézzel a tápláló anyaföldet,

fél kézzel meg a fénylő tengert: hogy tanu légyen

lent ki Kronosz körül él, nékünk most mindaz az isten:

nőül adod hozzám igazán fiatal Khariszokból

Pászitheét, akiért sóvárgok nap nap után rég.«”

(Fordította Devecseri Gábor)
Hésziodosznál a három legismertebb khariszon kívül a következő nevekkel találkozhatunk még: Kléta, Aukszó, Kharisz, Hégemoné, Phaenna és Paszithea. Az alábbi névsor a khariszok között feltűnő neveket tartalmazza:
| görög              | átírás                | név jelentése            |
| ------------------ | --------------------- | ------------------------ |
| Αγλαιη Αγλαια      | Aglaié Aglaia         | dicsőség, gyönyör        |
| Θαλεια Θαλια Θαλιη | Thaleia Thalia Thalié | virulás, virágzás        |
| Ευφροσυνη          | Euphroszüné           | jókedv, mulatság         |
| Πασιθεα            | Paszithea             | szeretett istennő        |
| Καλλεις            | Kalleisz              | szép                     |
| Ευθυμια            | Euthümia              | vidámság                 |
| Φαεννα             | Phaenna               | csillogó, ragyogó        |
| Κλητα              | Kléta                 | hírnév, dicsőség         |
| Αυξω               | Aukszó                | gyarapodás, szaporodás   |
| Ἡγεμονη            | Hégemoné              | királynő, vezér          |
| Παιδια             | Paidia                | játék, szórakozás        |
| Πανδαισια          | Pandaiszia            | lakoma                   |
| Ευδαιμονια         | Eudaimonia            | boldogság, jólét         |
| Παννυχις           | Pannükhisz            | éjszakai ünnep, társaság |
| Ανθεια             | Antheia               | virágzás                 |

## Megjelenésük a művészetben
Pauszaniasz szavaival: „Ki volt aki először ábrázolta ruhátlanul a Gráciákat, szobrász-e vagy festő? Ki nem deríthetem. A korai időszakban minden művész ruhában mutatta őket. Szmirnában például Nemeszisz szentélyében áll egy arany kép a Khariszokról, Bupalusz munkája; ugyanebben a városban a Muzsika csarnokában is van egy portré a Gráciákról, Apellész festménye. Pergamosz városában Attalosz szobáját díszíti a Khariszok képe, szintén Bupalusztól; onnan nem messze a Püthiumban van még egy portréjuk, Püthagorasz Parian festménye. Szókratész is, Szophroniszkosz fia készített egy gráciákat ábrázoló képet az Athéniaknak, amely az Akropolisz bejáratánál látható. Mindezeken fel vannak öltözve; de a későbbi művészek, nem tudom mi okból változtattak a portréikon. Végül a mai szobrászok és festők mind meztelenül ábrázolják a gráciákat.”
Feltehetőleg az i. e. 3. század körüli késő hellenisztikus szoborcsoport és annak mintájára készült Három grácia freskó (Nápoly, Museo Archeologico Nazionale) a képzőművészetben a gráciák ábrázolásának meghatározó ikonográfiai típusává vált. Ennek mintájára a kahriszok ábrázolásának alaptípusa a következő: a három bájos, ifjú, mosolygó leányalak karjaival kölcsönösen átölelve tartja egymást, a középső hátulról látszik, a másik kettő féloldalt. Számtalan ókori és újkori ábrázolás ezt a kompozíciót követi. A legismertebbek Sandro Botticelli Tavasz (Primavera) című festményének táncoló grácia-figurái (1485 körül, Firenze, Uffizi Képtár), és Raffaello A három grácia című képének nőalakjai (1504–1505, Chantilly, Musée Condé).
- Peter Paul Rubens: A három grácia (1630-1635), Prado
- Carle van Loo: A három grácia (1763), Los Angeles County Museum of Art
- Raffaello: Gráciák (1504-1505), Condé Museum
- Jacques Blanchard: Man surprising Sleeping Venus and Graces (1631–33), Louvre
- Jan Brueghel: A három grácia (1635)
- Marie Bracquemond: Három nő esernyővel (1880), Musée d'Orsay
- Ambrogio Lorenzetti A Jóság kormányzóinak allegóriája (1348–50)

Néhány további példa a gráciák ábrázolásaira:
- Cosimo Tura: Április allegóriája, részlet (1476-84) [5]
- Antonio da Correggio (1518)[6]
- Jacopo Pontormo: A három grácia (1535) [7]
- Jaques Blanchard A férfitól megriadó Vénusz és a három Grácia (1631-33) [8]
- Joel-Peter Witkin: The Graces, Los Angeles (1988)